# TRAM Metropolità d'Alacant
El TRAM Metropolità d'Alacant és la marca comercial amb què Ferrocarrils de la Generalitat Valenciana (FGV), empresa depenent de la Generalitat Valenciana, gestiona la xarxa de metro i tramvia de la ciutat i l'àrea metropolitana d'Alacant, a més de diversos municipis de les comarques de la Marina Baixa i la Marina Alta.
Aquesta xarxa de transport origina en l'antic Trenet de la Marina, ferrocarril construït al segle xix que recorria tota la Costa Blanca des d'Alacant fins a Dénia passant per Benidorm o Altea i que primer va pertànyer a FEVE i després a FGV i que actualment ha donat origen al TRAM.
El TRAM és un sistema híbrid de transport que combina el tramvia en superfície i el tren lleuger, tant en superfície com en subterrani fins a velocitats de 110 km/h) en el nucli urbà i fins a poblacions pròximes de l'àrea metropolitana i altres més llunyanes.

## Línies
Mapes del TRAM respecte del País Valencià i la Costa Blanca.
| Línia                     | Terminals                                  | Llargària | Estacions | Vehicle      | Andana |
| ------------------------- | ------------------------------------------ | --------- | --------- | ------------ | ------ |
|                           | Estels ↔ Benidorm                          | 42,691 km | 14        | Tren tramvia | 80 m   |
|                           | Estels ↔ Sant Vicent del Raspeig           | 12 km     | 12        | tramvia      | 65 m   |
|                           | Estels ↔ El Campello > Venta Lanuza        | 23,039 km | 19        | tren tramvia | 80 m   |
|                           | Estels ↔ Pl. la Corunya                    | 11 km     | 18        | tramvia      | 65 m   |
|                           | Porta del Mar ↔ P. la Corunya              | 20,4 km   | 17        | tramvia      | 60 m   |
|                           | El Palamó ↔ Mutxamel (en estudi)           | ?? km     | ??        | ??           | ?? m   |
|                           | Alacant ↔ Elx (en estudi)                  | ?? km     | ??        | ??           | ?? m   |
|                           | Terra Mítica ↔ Benidorm Centre (en estudi) | ?? km     | 4         | ??           | 65 m   |
|                           | Benidorm ↔ Dénia                           | 60 km     | 13        | automotor    | 80 m   |
| L10                       | Elx ↔ Aeroport de l'Altet (en estudi)      | ?? km     | ??        | ??           | ?? m   |
| TOTAL operatiu (6 línies) | TOTAL operatiu (6 línies)                  | 97,894 km | 51        | —            | —      |

Xarxa TRAM

Línies del TRAM Metropolità d'Alacant

- Línia 1 (TREN-TRAM): Actualment des d'Estels fins a Benidorm. El seu traçat serà des de l'Estació Intermodal fins a Dénia. Té el mateix recorregut que la línia Alacant-Dénia antiga però amb menys parades que les anteriors.
- Línia 2: El seu traçat va des de l'estació Intermodal fins a Sant Vicent del Raspeig, passant pel Bulevard del Pla, l'Hospital General, Mare de Déu del Remei, la Universitat d'Alacant i acabant a Sant Vicent del Raspeig.
- Línia 3 (Tramvia de la Costa): Va entre Estels (futurament l'Estació intermodal) i el Campello, comunica el centre de la ciutat amb les platges de Sant Joan i el Campello, les unitats mòbils d'aquesta línia són trens-tram, que en la L3 circulen a un màxim de 80 km/h, el traçat es realitza en uns 25 minuts i la línia mesura 16 km.
- Línia 4 (Platja de Sant Joan): Actualment (2010) va des d'Estels fins a Pl. la Corunya, comparteix amb la L3 el tram entre Estels i Lucentum (ambdues de 3 vies), dona servei al barri del Cap de l'Horta, la zona de Míriam Blasco i al barri de la Platja de Sant Joan.
- Línia 5: (Platja de Sant Joan - Porta del Mar): Oberta en 2019 aquesta línia es pràcticament com la línia 4 pero en compte d'anar fins al centre (Estels), va fins a la platja del Postiguet (Porta del Mar).
- Línia 6: Recentment anunciada, comunicarà el centre de la ciutat amb el cementeri municipal, passant pels barris de Benalua i la Florida.
- Línia 8: Serà la línia interna de Benidorm. Anirà, en una branca, des de la parada de Benidorm (que en un futur es trobarà a l'Estació d'Autobusos) fins al centre de la ciutat fins al Racó de l'Oix i, per l'altra branca, fins a la mateixa Terra Mítica.[1]
- Línia 9 (Nord): Aquesta línia recorre tota la costa de la Marina, des de l'estació de Benidorm, passant per municipis com Altea, Calp o Dénia.

## Recorregut subterrani

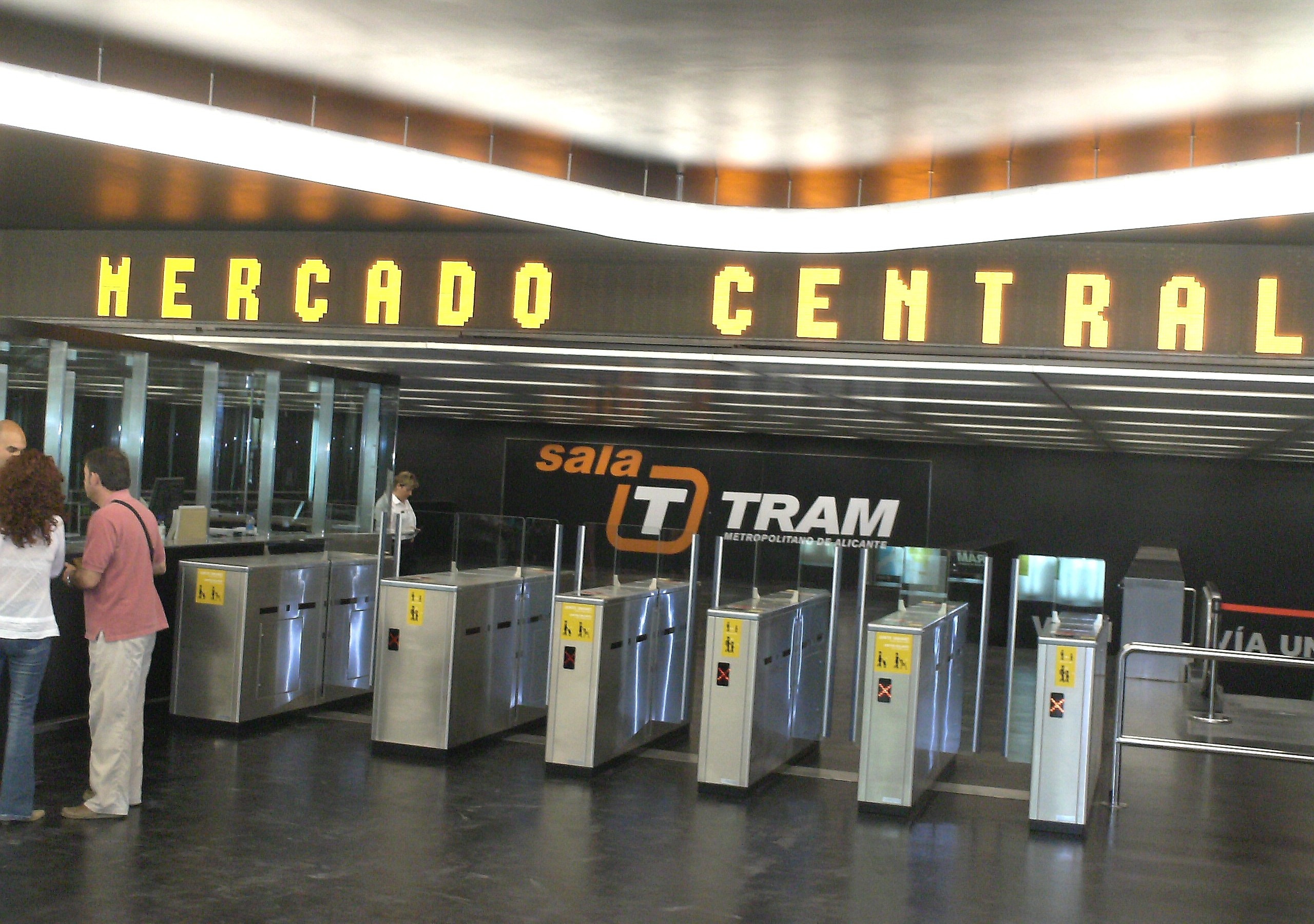
Estació del Mercat Central

Es tractarà d'un túnel de quasi 3 km de longitud, que travessa el centre d'Alacant des del viaducte que creua l'avinguda de Dénia fins a la futura estació intermodal. Discorrerà pel subsòl de la serra del Benacantil i les avingudes d'Alfons el Savi i de l'Estació per davall d'un aparcament subterrani de dues plantes.
Tindrà sis estacions subterrànies: MARQ, Mercat central construïda a 22 metres de profunditat, que inclou un auditori, i Plaça dels Cavalls, que ja estan en servici i Estació intermodal, Gran via i Avinguda d'Oriola on s'intercanviaran diversos modes de transport, l'esmentada estació del TRAM junt amb l'Estació Intermodal tindrà tres vies, dos per a les L1 i L2 i una altra per als trens amb destí Dénia.
A principis de l'any 2006 s'ha finalitzat el túnel pel tram que discorre per davall de la serra del Benacantil i en maig de 2007 van entrar en funcionament les estacions de "MARQ" i "Mercat central". L'estació d'Estels va entrar en funcionament el 18 de juny de 2010. El túnel i les seues 6 estacions seran compartides per les línies 1, 2, 3 i 4.

## Història
- 1914: Naix la línia ferroviària Alacant-Altea anomenant-se el trenet de la Marina
- 1916: Naix la prolongació Altea-Dénia consolidant-se el trenet.
- 1997: A causa dels creixents problemes de mobilitat i creixement urbanístic i demogràfic comença a plantejar-se la construcció d'un nou sistema de transport urbà i metropolità basat en la remodelació i modernització d'aquest eix ferroviari.
- 1999: Naix el projecte del TRAM metropolità.
  - La primera fase seria la tramviarització del tram Alacant-Benidorm-Altea, la prolongació del TRAM des de l'estació de FGV-la Marina a Alacant fins a la Plaça del Mar i la construcció d'un túnel per davall del centre de la ciutat per a connectar amb la futura estació intermodal d'AVE, rodalia RENFE i autobusos. Així com un nou ramal als barris de l'Albufereta, Cap de l'Horta i Platja de Sant Joan.
  - La segona fase inclou la tramviarització des d'Altea a Dénia i la creació de nous ramals a Terra Mítica i al centre de Benidorm.
- 2002: Comencen les obres en alguns trams.
- 2003: Posada en marxa del primer tram que situa a Alacant com la cinquena àrea metropolitana d'Espanya, després de Madrid, Barcelona, Bilbao i València a disposar d'un sistema de transport urbà, modern i d'alta capacitat.
- 2006: S'acaba la primera part del túnel que travessa el centre de la ciutat, concretament el que discorre davall la serra del Benacantil i acaba en la futura estació subterrània de Mercat.
  - S'adjudica a l'empresa Subús, que gestiona el Transport Metropolità d'Alacant (TAM) la construcció de la línia 2 fins a la Universitat d'Alacant.
  - Es finalitzen les obres de la primera parada de tramvia, situada en la plaça de l'Esportiste Sergio Cardell, desenvolupada pel subarquitectura estudi d'arquitectes.
  - Comencen les obres de la futura estació de metro de la plaça dels Cavalls.
- 2007: El 10 de maig s'inaugura l'estació de Mercat posant-se en marxa el tram entre La Isleta i Mercat i establint-se 3 línies: La L3, L4 i L9. També s'inauguren les cotxeres i tallers del TRAM al Campello.
  - El 31 de juliol entra en marxa la línia 1 de Tren-tram fins a l'estació de la Creueta.

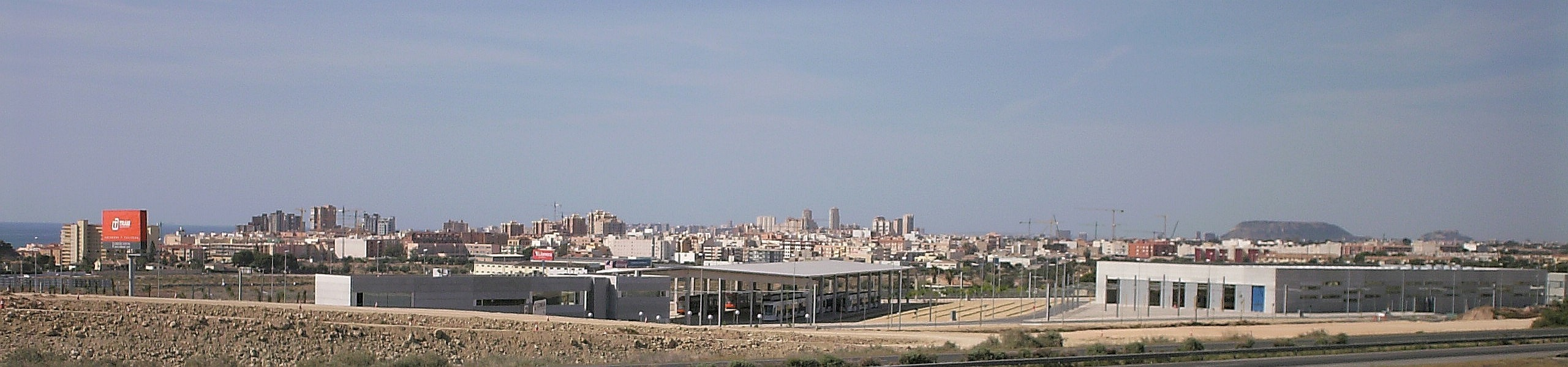
Tallers i cotxeres del TRAM Metropolità d'Alacant al Campello

- 2008: El 2 de juny s'inaugura la prolongació de la línia 1 de Tren-tram fins a l'estació de Benidorm traslladant-se el transbord de la línia 1 a la 9 a l'estació de Benidorm en comptes de la Creueta.
- 2009: El 18 de desembre s'inaugura el bucle de la línia 4 que perllonga aquesta línia pel barri alacantí de la Platja de Sant Joan
- 2010: El 18 de juny s'inaugura l'estació d'Estels, així com la nova línia 4L, passant a ser Estels la capçalera de la línia L4.
- 2013: L'1 de juliol se suprimeix el servei a la línia 4L (llançadora Sangueta - Porta del Mar). El 4 de setembre va entrar en servei comercial la línia 2 fins a Sant Vicent.
- 2018: El 31 de juliol va ser inaugurada la parada de Benidorm Intermodal, suprimint-se la de Disco Benidorm. El 18 de desembre va ser inaugurat el túnel de la Serra Grossa entre les estacions de Sangueta i la Isleta en via única.
- 2019: El 26 d'abril es va inaugurar la segona via de túnel de la Serra Grossa. El 10 de juny de 2019 es va inaugurar la línia 5.
- 2020: El 31 de juliol torna a funcionar el trajecte Calp-Teulada, després de les obres de renovació.[2]
- 2022: El 13 de juliol es reobri el trajecte de la línia 9 entre Teulada i Gata de Gorgos.[3]
- 2023: El 16 de gener es reprén per complet el servei de la línia 9 (Benidorm - Dénia) entre Gata de Gorgos i Dénia que es va suspendre el 2016 per obres de millora i va ser substituït per autobusos.[4][5]

## Parc mòbil

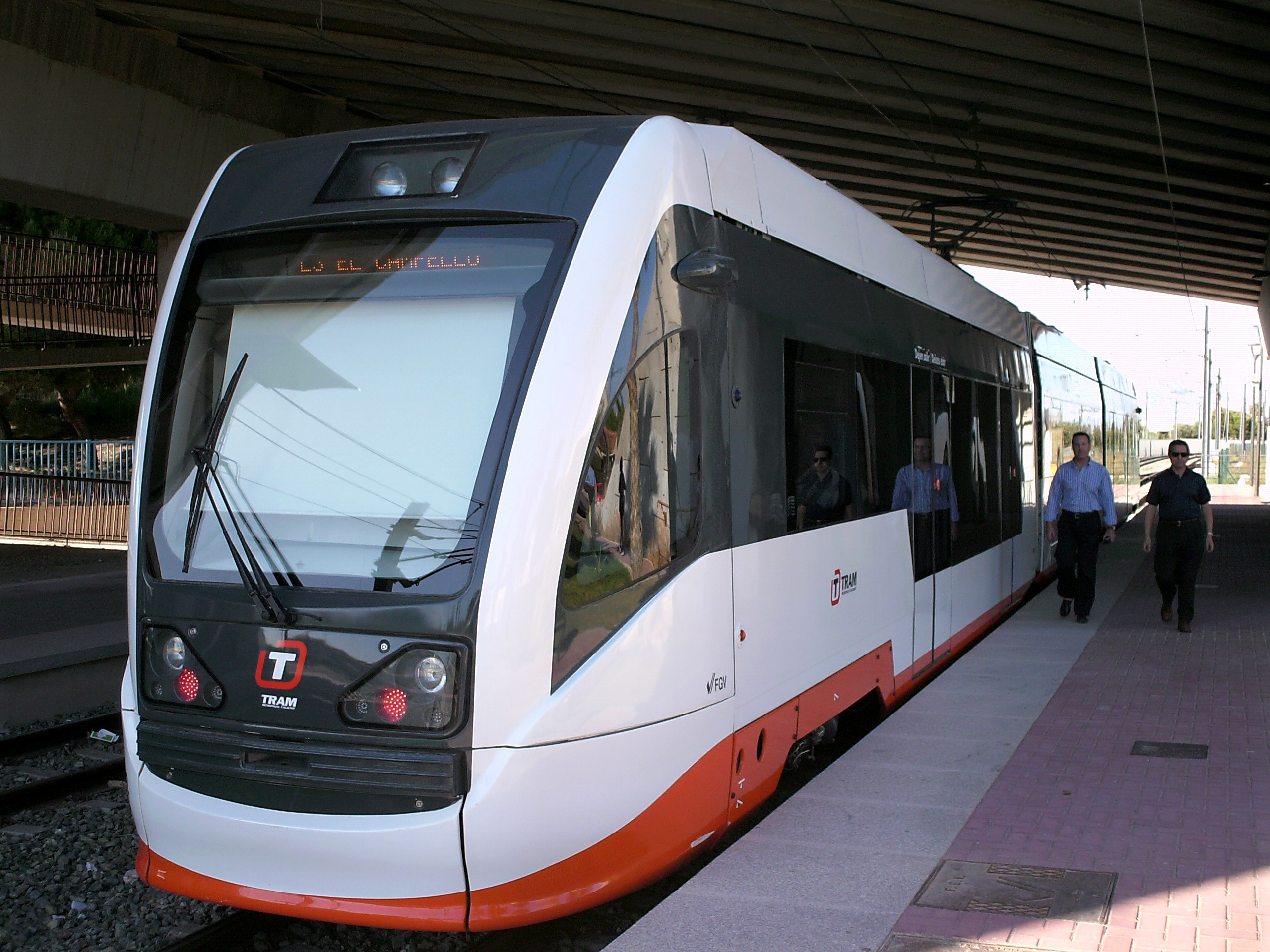
Tren lleuger Alstom

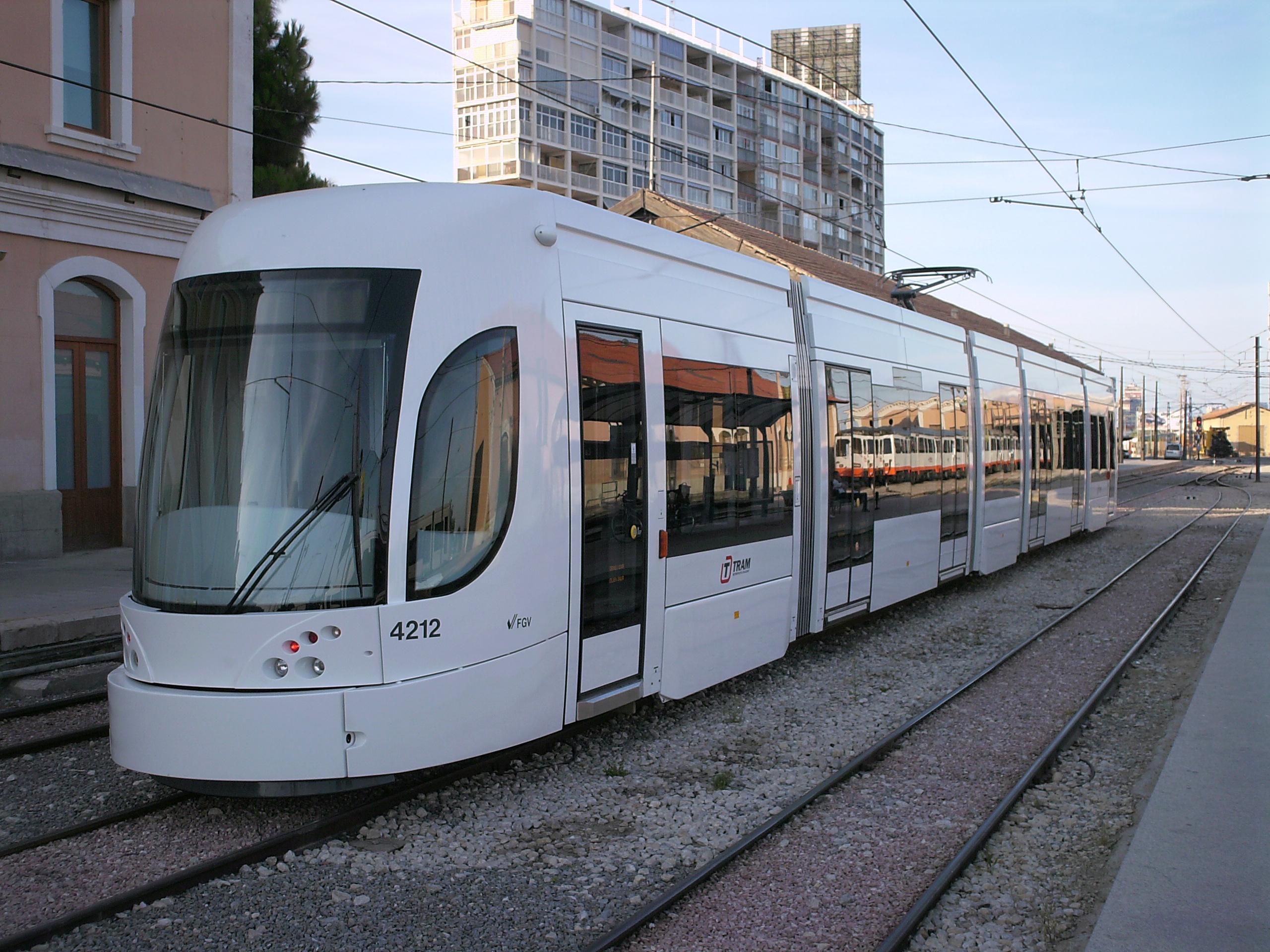
Tramvia de Bombardier Flexity-Outlook

Serie 4100: 9 unitats de tren-tram fabricades per Alstom, amb capacitat per a 303 passatgers i velocitat màxima de 110 km/h, aquests vehicles estan capacitats per a poder realitzar trajectes mixtos, és a dir de tramvia sobre un traçat urbà o de tren de rodalia en un mitjà suburbà o metropolità (podent abastar en aquest últim cas els 100 km/h).
Serie 4200: 25 unitats de tramvies Flexity Outlook fabricades per Bombardier.
Serie 2500: 6 trens MAN dièsel que circulan entre Benidorm i Dénia.
Serie 5000: 6 trens duals fabricats per Stadler Rail.

## Futures ampliacions
Finalment, el consistori i la Conselleria de Transports preveuen la construcció de noves línies que discorreran des de l'Estació Central Intermodal d'Alacant fins a la part sud de la ciutat. D'esta manera, es contribuirà a acostar la xarxa Tram a barris tan poblats com la Florida, Baver, etc. i a la unió d'Alacant i l'Hospital Universitari de Sant Joan per la Platja fins a arribar a Mutxamel. En una fase posterior es contempla la possibilitat de tancar un anell tramviari entorn del centre de la ciutat.
Es projecta, de la mateixa manera, que el Tram arribe a mitjà termini a la nova estació intermodal de què constarà l'Aeroport internacional de l'Altet-Alacant després de la remodelació i ampliació.
Estan previstes noves línies a Elx, que es comunicarà amb Alacant a través de la Via Parc i entrarà pel nord de la ciutat, l'aeroport, Santa Pola i Torrevella.
Es modernitza el tram de l'L9 Calp - Dénia; les obres permetran, un cop finalitzades, equiparar les condicions de seguretat, comfortabilitat i qualitat del servei al llarg dels 50,8 quilòmetres que recorre la línia amb la resta de la xarxa del TRAM d'Alacant. Aquestes actuacions inclouen:
- Renovació integral de la superestructura de via i millores en les estacions.
- Reducció de l'altura de les andanes perquè puguin ser utilitzats pels nous trens duals.
- Adquisició de 6 nous trens-tram de tracció dual i pis baix fabricats per Stadler i denominats "sèrie 5000".
- Integració tramviària al nucli urbà de Dénia
- Ampliació dels sistemes de seguretat de bloqueig automàtic i ATP (Automatic Train Protection) entre Calp i Dénia
- Rehabilitació de ponts

Aquestes obres està previstes que finalitzen en l'any 2022.